# Elecciones al Congreso de los Diputados de noviembre de 2019 (Pontevedra)
Las elecciones al Congreso de los Diputados de 2019 se celebraron en la provincia de Pontevedra el domingo 10 de noviembre , como parte de las elecciones generales convocadas por Real Decreto dispuesto el 4 de marzo de 2019 y publicado en el Boletín Oficial del Estado el día siguiente. Se eligieron los 7 diputados del Congreso correspondientes a la circunscripción electoral de Pontevedra, mediante un sistema proporcional (método d'Hondt) con listas cerradas y un umbral electoral del 3%.

## Resultados
Los comicios depararon 3 escaños al Partido Socialista Obrero Español y al Partido Popular y 1 a Podemos-IU-Equo.
| Candidatura                                          | Candidatura                                          | Votos   | %                                        | Escaños                                  |
| ---------------------------------------------------- | ---------------------------------------------------- | ------- | ---------------------------------------- | ---------------------------------------- |
|                                                      | Partido Socialista Obrero Español (PSOE)             | 166 377 | 32,13                                    | 3                                        |
|                                                      | Partido Popular (PP)                                 | 151 961 | 29,34                                    | 3                                        |
|                                                      | En Común (En Común)                                  | 81 041  | 15,65                                    | 1                                        |
|                                                      |                                                      |         |                                          |                                          |
| Bloque Nacionalista Galego (BNG)                     | Bloque Nacionalista Galego (BNG)                     | 39 125  | 7,56                                     | 0                                        |
| Vox (Vox)                                            | Vox (Vox)                                            | 38 119  | 7,36                                     | 0                                        |
| Ciudadanos-Partido de la Ciudadanía (Cs)             | Ciudadanos-Partido de la Ciudadanía (Cs)             | 23 984  | 4,63                                     | 0                                        |
| Más País-Equo                                        | Más País-Equo                                        | 10 207  | 1,97                                     | 0                                        |
| Partido Animalista Contra el Maltrato Animal (PACMA) | Partido Animalista Contra el Maltrato Animal (PACMA) | 4619    | 0,89                                     | 0                                        |
| Recortes Cero-Grupo Verde (R0-GV)                    | Recortes Cero-Grupo Verde (R0-GV)                    | 790     | 0,15                                     | 0                                        |
| Escaños en Blanco (EB)                               | Escaños en Blanco (EB)                               | 692     | 0,13                                     | 0                                        |
| Partido Comunista dos Traballadores de Galiza (PCTG) | Partido Comunista dos Traballadores de Galiza (PCTG) | 493     | 0,10                                     | 0                                        |
| Por un Mundo Más Justo (PUM+J)                       | Por un Mundo Más Justo (PUM+J)                       | 447     | 0,09                                     | 0                                        |
| Votos válidos                                        | Votos válidos                                        | 517 855 | 100,00                                   | 7                                        |
| Votos nulos                                          | Votos nulos                                          | 7080    | Participación: · \| \| 58,50 % \| 16,60% | Participación: · \| \| 58,50 % \| 16,60% |
| Votantes                                             | Votantes                                             | 530 077 | Participación: · \| \| 58,50 % \| 16,60% | Participación: · \| \| 58,50 % \| 16,60% |
| Electores                                            | Electores                                            | 906 111 | Participación: · \| \| 58,50 % \| 16,60% | Participación: · \| \| 58,50 % \| 16,60% |
|                                                      | 58,50 %                                              |         |                                          |                                          |

## Diputados electos
Relación de diputados electos:
| N.º | Nombre                           | Lista | Lista    |
| --- | -------------------------------- | ----- | -------- |
| 1   | María Olga Alonso Suárez         |       | PSOE     |
| 2   | María Pilar Ramallo Vázquez      |       | PP       |
| 3   | Guillermo Antonio Meijón Couselo |       | PSOE     |
| 4   | Yolanda Díaz Pérez               |       | En Común |
| 5   | Diego José Gago Bugarín          |       | PP       |
| 6   | María Ángeles Marra Domínguez    |       | PSOE     |
| 7   | Javier Bas Corugeira             |       | PP       |